# Wim Van der Donckt

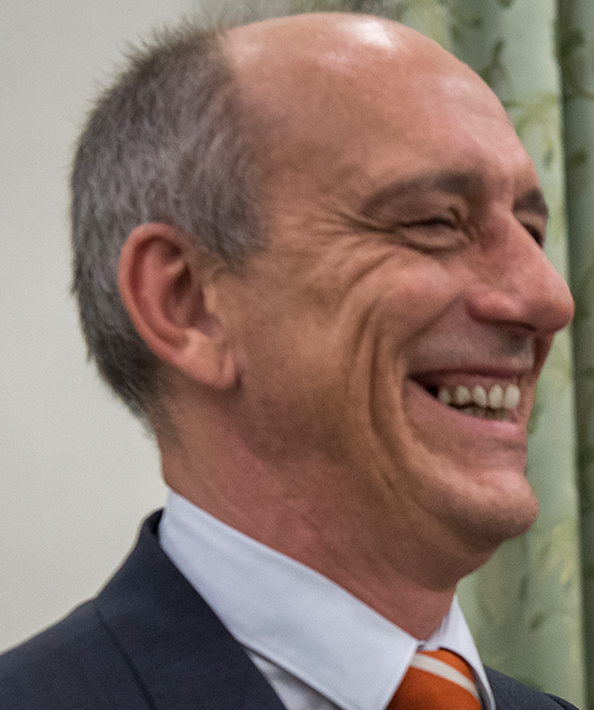
Wim Van der Donckt

Wim Van der Donckt (Oudenaarde, 6 juni 1965) is een Belgisch Vlaams-nationalistisch politicus voor de N-VA.

## Levensloop
Van der Donckt studeerde Grieks-Latijnse humaniora aan het Sint-Jozefscollege van Herentals, waarna hij in 1991 afstudeerde aan de rechtenfaculteit van de Katholieke Universiteit Leuven. In oktober 1992 legde hij de eed af als advocaat. In 1995 was hij de medeoprichter van een advocatenkantoor in Lier en in 2000 werd hij plaatsvervangend rechter bij de politierechtbank van Mechelen. Hij was eveneens bestuurslid van de Conferentie van de Jonge Balie in Mechelen, maakte van 2002 tot 2016 deel uit van de Raad van de Orde van de Mechelse Balie, waar hij de secretaris van was, en van 2016 tot 2017 was hij ook lid van de Hoge Raad voor de Justitie.
Tijdens zijn studententijd was Van der Donckt actief in het Katholiek Vlaams Hoogstudentenverbond en van 1990 tot 1991 was hij in Leuven preses voor het KVHV. Vanaf 1995 was hij ondervoorzitter van de Vlaamse Volksbeweging in Mechelen. Nadat hij zich in Bonheiden vestigde, werd Van der Donckt lid van de plaatselijke afdeling van N-VA en werd er de ondervoorzitter van. Van 2015 tot 2017 was hij ook voorzitter van de N-VA-afdeling van het arrondissement Mechelen en hij werd ook lid van de nationale partijraad van de partij. Van augustus tot november 2013 was hij ook enkele maanden plaatsvervangend gemeenteraadslid en schepen van Bonheiden. Sinds januari 2019 is hij opnieuw gemeenteraadslid van Bonheiden.
Bij de federale verkiezingen van 25 mei 2014 stond hij als derde opvolger op de N-VA-Kamerlijst voor de provincie Antwerpen. In maart 2017 werd hij lid van de Kamer van volksvertegenwoordigers als vervanger van Zuhal Demir, die staatssecretaris in de Regering-Michel I werd. Van der Donckt werd lid van de Kamercommissie Sociale Zaken en ontpopte er zich tot een specialist in het werkgelegenheid. Na de val van de regering-Michel I in december 2018 verloor Demir haar positie als staatssecretaris en keerde zij terug als Kamerlid, ten nadele van Van der Donckt. 
Bij de federale verkiezingen van 2019 was hij eerste opvolger op de Antwerpse Kamerlijst. In oktober 2019 kwam hij terug in de Kamer in opvolging van Jan Jambon, die minister-president van Vlaanderen werd. Van der Donckt werd ditmaal vast lid van de Kamercommissie Financiën en Begroting en vast lid van de commissie Sociale Zaken, waar hij de dossiers rond pensioenen en langdurig zieken ging opvolgen. Van der Donckt zetelde tot aan het einde van de legislatuur in juni 2024.
Bij de verkiezingen van juni 2024 werd hij opnieuw eerste opvolger op de federale N-VA-lijst in Antwerpen. In december 2024 kon Van der Donckt aan zijn derde termijn als Kamerlid beginnen ter vervanging van Mireille Colson, die gedeputeerde werd van de provincie Antwerpen.